# 노다한신역
노다한신역(일본어: 野田阪神駅, のだはんしんえき)은 일본 오사카부 오사카시 후쿠시마구에 있는 철도역이다.

## 타는 곳
| 1 | ■ 센니치마에 선 | 난바·쓰루하시·미나미타쓰미 방면 |
| 2 | ■ 센니치마에 선 | 하차전용                        |

## 역세권 정보
| - 노다 역 - 에비에역 - 한신 전기 철도 본사 - 후쿠시마구청 - 후쿠시마 경찰서 | - 오사카 후쿠시마 우체국 - 오사카 시립 후쿠시마 도서관 - 야마다 전기 노다 지점 - 국도 제2호선 - 공관당 본사 |

## 역사
- 1969년 4월 16일: 영업 개시.

## 인접역
| ■ 오사카 메트로 센니치마에선 | ■ 오사카 메트로 센니치마에선 | ■ 오사카 메트로 센니치마에선   |
| ---------------------------- | ---------------------------- | ------------------------------ |
| (시종점역)                   |                              | 다마가와 S12 미나미타쓰미 방면 |